# 江上舟
江上舟（1947年—2011年6月27日）是一位中国政治人物和企业家。

## 生平
1947年出生于福建省龙岩市连城县，在福州长大，1963年随父亲来到北京，1965年毕业于北京市第四中学，1966年考入清华大学无线电系，和妻子吴启迪是同班同学，但随着文化大革命爆发而中断，下放去云南劳作，1978年重新考入清华大学无线电系，之后赴瑞士公派留学，1987年毕业于苏黎世联邦理工学院。1991年担任三亚市副市长，1997年担任上海市经济委员会副主任，2006年3月接替邓朴方担任中国残疾人福利基金会理事长，2009年6月接替王阳元担任中芯国际董事长。
2011年6月27日在上海逝世，享年64岁。

## 家庭
父亲是中华人民共和国卫生部部长江一真，哥哥是曾经刺杀江青的江上虹，妻子是同济大学校长吴启迪。